# 弱*拓撲
弱*拓撲是賦範向量空間的對偶空間上的一種拓撲。弱*拓撲的的重要性，在於它使得單位球是緊集（巴拿赫-阿勞格魯定理）；相反地在線性算子範數誘發的拓撲中，單位球未必緊緻。（結果成立當且僅當賦範向量空間為有限維。）

## 定義
在域{\displaystyle \mathbb {K} }（{\displaystyle \mathbb {K} }是{\displaystyle \mathbb {R} }或{\displaystyle \mathbb {C} }）上的賦範空間{\displaystyle E}中，每一個元素{\displaystyle x}，都可以定義對偶空間{\displaystyle E^{*}}上的一個線性算子{\displaystyle {\hat {x}}(f):=f(x)}。弱*拓撲是在{\displaystyle E^{*}}上最弱的拓撲，使得所有這樣的{\displaystyle {\hat {x}}:E^{*}\to \mathbb {K} }都是連續的。
弱*拓撲可以更具體的定義，在{\displaystyle E^{*}}上給出它的鄰域基：對任何{\displaystyle f\in E^{*}}，集合
{\displaystyle U_{f}(x_{1},\ldots ,x_{n},\epsilon ):=\{g\in E^{*};|f(x_{j})-g(x_{j})|<\epsilon ,j=1,\ldots ,n\}}
其中{\displaystyle x_{1},\ldots ,x_{n}\in E,n\in {\mathbb {N} }}，{\displaystyle \epsilon >0}，是{\displaystyle f}的弱*開的鄰域基。

## 收斂
弱*拓撲的收斂條件很簡單：序列{\displaystyle (f_{n})_{n\in {\mathbb {N} }}}在弱*拓撲中收斂，如果對任何{\displaystyle x\in E}都有{\displaystyle \lim _{n\to \infty }f_{n}(x)=f(x)}，即{\displaystyle f_{n}}逐點收斂到{\displaystyle f}。弱*收斂記作{\displaystyle f_{n}{\overset {*}{\rightharpoonup }}f}。
弱*收斂性比依範數收斂性弱。如果{\displaystyle \|f-f_{n}\|\to 0}，其中{\displaystyle \|\cdot \|}是{\displaystyle E^{*}}的範數，則{\displaystyle f_{n}}必然逐點收斂於{\displaystyle f}，因而有{\displaystyle f_{n}{\overset {*}{\rightharpoonup }}f}；但是，{\displaystyle f_{n}{\overset {*}{\rightharpoonup }}f}不一定有{\displaystyle \|f-f_{n}\|\to 0}，甚至可能{\displaystyle \|f_{n}\|\nrightarrow \|f\|}。

## 半範數
對偶空間{\displaystyle E^{*}}加上弱*拓撲是一個局部凸空間，因此可以由給予{\displaystyle E^{*}}一個半範數的系統定義弱*拓撲。對{\displaystyle x_{1},\ldots ,x_{n}\in E,n\in {\mathbb {N} }}，
{\displaystyle p_{x_{1},\ldots x_{n}}(f):=\max\{|f(x_{1})|,\ldots ,|f(x_{n})|\}},
構成這樣一個半範數的系統。